# ジャノ・アナニーゼ
ジャノ・アナニーゼ（グルジア語: ჯანო ანანიძე、英語: Jano Ananidze、1992年10月10日 - ）は、ジョージア・  コブレチ出身の元同国代表サッカー選手。現役時代のポジションは攻撃的MF。繊細なボールタッチとパスセンスを持ち味とするジョージア期待の選手で、サイドでもプレーできる。

## 経歴
FCディナモ・トビリシ、FCディナモ・キーウのユースを経て、2007年にFCスパルタク・モスクワへ引き抜かれる。2009年、ユースでの活躍が認められてトップチームへ昇格した。2013-14シーズンはFCロストフに期限付き移籍した。

### 代表
ジョージア代表としては、U-16,U-17,U-19,U-21代表に招集されている。2009年9月5日、イタリア戦でA代表デビュー。2010年11月17日のスロベニアとの親善試合で代表初得点となる決勝点を挙げた。

### 個人成績
| クラブ               | シーズン     | リーグ | リーグ | カップ | カップ | 国際大会 | 国際大会 | 通算 | 通算   |
| クラブ               | シーズン     | 出場   | ゴール | 出場   | ゴール | 出場     | ゴール   | 出場 | ゴール |
| -------------------- | ------------ | ------ | ------ | ------ | ------ | -------- | -------- | ---- | ------ |
| スパルタク・モスクワ | 2009         | 8      | 2      | 1      | 1      | 0        | 0        | 9    | 3      |
| スパルタク・モスクワ | 2010         | 23     | 2      | 0      | 0      | 2        | 0        | 25   | 2      |
| スパルタク・モスクワ | 2011-12      | 15     | 1      | 2      | 0      | 3        | 1        | 20   | 2      |
| スパルタク・モスクワ | 2012-13      | 9      | 2      | 2      | 1      | 1        | 0        | 12   | 3      |
| スパルタク・モスクワ | 通算         | 55     | 7      | 5      | 2      | 6        | 1        | 66   | 10     |
| キャリア通算         | キャリア通算 | 55     | 7      | 5      | 2      | 6        | 1        | 66   | 10     |

## タイトル
ロストフ
- ロシア・カップ：2013-14

スパルタク・モスクワ
- ロシア・プレミアリーグ：2016-17
- ロシア・スーパーカップ：2017

ディナモ・バトゥミ
- サカルトヴェロス・スペルタシ：2022